# Mzab

Ghardaja – miasto w obszarze oaz Mzab

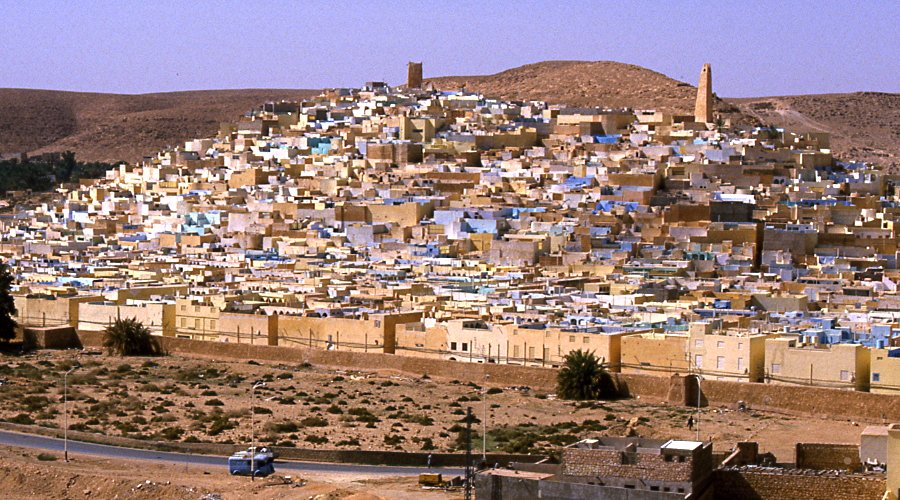
Bani Iskin – miasto w obszarze oaz Mzab

Mzab (arab. المزاب = Al-Mizab, fr. M'zab) – region oaz na Saharze w obszarze Wielkiego Ergu Zachodniego, w Prowincji Ghardaja w środkowej Algierii. Obszar ten zamieszkany jest głównie przez Berberów z plemienia Mozabitów. W 1982 roku Al-Mizab wpisano na listę światowego dziedzictwa UNESCO.

## Historia
Region Mzab zamieszkany był już w neolicie. Od IX wieku osiedlają się tu Berberowie. Pierwsze miasta założyli tu muzułmanie odłamu ibadyckiego (ówcześnie dominującego na obszarze Maghrebu), których pierwotna stolica Tijarat została spalona w 909 roku. Al-Mizab został wybrany ze względu na jego względną izolację, a co za tym idzie - dobry potencjał obronny i możliwość zachowania własnej tożsamości. W XI wieku powstało tu pięć istniejących do dziś ksarów - Ghardaja, Malika, Bu Nura, Bani Iskin i Al-Atuf.
W XVIII stuleciu oazy Mzab były ważnym ośrodkiem handlowym na trasie przemierzających Saharę karawan kupieckich. W 1853 roku ksary zawarły porozumienie z Francją, które gwarantowało im autonomię, jednak Francuzi ostatecznie zaanektowali ten region. Od 1962 roku znajduje się on w granicach niepodległej Algierii.

## Architektura
Każdy z pięciu ksarów  otoczony jest murem obronnym i posiada meczet, którego minarety służyły w przeszłości jako wieże obserwacyjne. Meczety służyły też jako arsenały i spichlerze oraz jako dodatkowe budowle obronne w obrębie twierdzy, podobne do stołpów w średniowiecznej Europie. Budynki mieszkalne wznoszone były koncentrycznie wokół meczetu i składają się zawsze z jednego pomieszczenia jednakowej wielkości.
Poza murami ksarów leżał cmentarz, również z prostymi, jednakowymi grobami. Wyjątek stanowiły tylko groby mędrców i innych szczególnie poważanych członków społeczności.
W lecie mieszkańcy ksarów przenosili się dla ochrony przed upałem do pobliskich gajów palmowych, gdzie również wzniesiono domy i wieże obserwacyjne wokół meczetu. Ten sposób życia mieszkańców Mzab przetrwał aż do XX wieku.